# Mircea Sandu
Mircea Sandu (n. 22 octombrie 1952, București, Republica Populară Română) este un fost fotbalist român, actualmente membru cu drepturi depline în Comitetul Executiv al UEFA din anul 2007. S-a remarcat ca fotbalist la Sportul Studențesc, unde a jucat între 1971 și 1986. A câștigat o Cupă Balcanică. A condus Federația Română de Fotbal din august 1990 până în  martie 2014.  
În martie 2008 a fost decorat cu Ordinul „Meritul Sportiv” clasa a III-a, pentru rezultatele obținute în preliminariile Campionatului European și pentru calificarea la turneul final.
Mircea Sandu a fost căsătorit cu fosta mare handbalistă Simona Arghir, fiind totodată tatăl fostei jucătoare de tenis Raluca Sandu.

## Acuzații de corupție
Pe  17 iunie 2013 Direcția Națională Anticorupție, l-a trimis în judecată pe  Mircea Sandu sub acuzația de abuz în serviciu, sustragere de sub sechestru și folosirea influenței sau autorității pentru obținerea de foloase necuvenite în dosarul dezafilierii clubului de fotbal Universitatea Craiova
Pe 15 iunie 2017 Mircea Sandu a fost achitat definitiv de Curtea de Apel București în acest dosar.
Pe 4 iunie 2019 DNA l-a trimis în judecată pe Mircea Sandu alături de soția sa Elisabeta sub acuzația de luare de mită.
Pe 14 septembrie 2019 Curtea de Apel București l-a achitat definitiv și în acest al doilea dosar.
Pe 6 octombrie 2020 Mircea Sandu a fost trimis în judecată de procurorii DIICOT, fiind acuzat de constituire de grup infracțional organizat, delapidare și spălare de bani.